# Автоматторг
Автоматторг — крупное московское объединение, выполнявшее автоматизированную продажу через специализированные торговые аппараты и частично через собственную розничную торговую сеть следующей продукции: мороженого, табачных изделий, газированной воды, соков, пива, фруктовых и минеральных вод, кондитерских изделий, кофе с молоком, бутербродов.
Объединение было создано в 1960 году, по состоянию на 1978 год объединяло 74 предприятия (24 кафе-мороженое, 24 табачных магазина, 7 пивных магазинов, и прочие). По состоянию на конец 1970-х, в рамках объединения, на территории Москвы действовало более 2800 автоматов продававших газированную воду.